# Coapilla
Coapilla est une municipalité du Chiapas, au Mexique. Elle couvre une superficie de 106,8 km2 et compte 9 210 habitants en 2015.